# 茅显祺
茅显祺，中华人民共和国政治人物。
担任贵州省邮电管理局汽车修配厂副厂长。1954年，当选第一届全国人民代表大会代表。